# 귀드니 아우구스트손
귀드니 아우구스트손(Guðni Ágústsson)은 아이슬란드의 정치가이다. 1949년 4월 9일에 태어났다. 현재 아이슬란드 진보당의 대표를 맡고 있다. 전임 대표인 요운 시귀르드손이 2007년 총선의 패배를 책임지고 사퇴한 뒤, 선출에 의해 현재 대표직을 맡게 되었다. 그는 아이슬란드 국회에서 1987년부터 의원직을 지냈으며, 남부선거구에서 1987년부터 2003년까지 선출되었다. 1999년부터 2007년까지 농업장관을 역임했다.
| 전임 요운 시귀르드손 | 제14대 진보당 대표 2007년 ~ 현재 |  |